# 紀元前644年
紀元前644年（きげんぜん644ねん）は、西暦（ローマ暦）による年。紀元前1世紀の共和政ローマ末期以降の古代ローマにおいては、ローマ建国紀元110年として知られていた。紀年法として西暦（キリスト紀元）がヨーロッパで広く普及した中世時代初期以降、この年は紀元前644年と表記されるのが一般的となった。

## 他の紀年法
- 干支 : 丁丑
- 日本
  - 皇紀17年
  - 神武天皇17年
- 中国
  - 周 - 襄王8年
  - 魯 - 僖公16年
  - 斉 - 桓公42年
  - 晋 - 恵公7年
  - 秦 - 穆公16年
  - 楚 - 成王28年
  - 宋 - 襄公7年
  - 衛 - 文公16年
  - 陳 - 穆公4年
  - 蔡 - 荘侯2年
  - 曹 - 共公9年
  - 鄭 - 文公29年
  - 燕 - 襄公14年
- 朝鮮
  - 檀紀1690年
- ユダヤ暦 : 3117年 - 3118年

## できごと

### 中国
- 宋に隕石5個が落下した。
- 斉軍が厲を攻撃したが、攻略できず、徐を救援して帰国した。
- 狄が晋に侵入して、狐・厨・受鐸・渉汾を奪い、昆都に達した。
- 斉の桓公・魯の僖公・宋の襄公・陳の穆公・衛の文公・鄭の文公・許の僖公・曹の共公らが淮で会合し、鄫に築城した。

## 死去
- 季友
- 公孫茲（中国語版）
- 太子華（中国語版）